# Rain (jeu vidéo)
Pour les articles homonymes, voir Rain.
Rain (littéralement « Pluie »)  est un jeu vidéo développé par Acquire en collaboration avec SCE Japan Studio et édité par Sony Computer Entertainment sorti en octobre 2013 exclusivement sur le PlayStation Network de la PlayStation 3.
Il a été officiellement annoncé durant la Gamescom 2012, et met en scène deux enfants livrés à eux-mêmes, dans un monde invisible révélé par la pluie.
Le jeu possède de nombreuses similitudes avec un autre jeu SCE Japan Studio : Ico sorti en 2002 sur PlayStation 2.